# Жил Мазарен
Жил Мазарен (фр. Jules Mazarin) или кардинал Мазарен (фр. Cardinal Mazarin), право име Ђулио Рајмондо Мазарино (итал. Giulio Raimondo Mazzarino; Песцина, 14. јул 1602 — Венсен, 9. март 1661) је био истакнути француски дипломата и државник, а пореклом је био италијански политичар.  Био је председник француске владе од 1642. до 1661. Наследио је свога ментора кардинала Ришељеа. Имао је пуну власт током регенства Ане Аустријске, мајке краља Луја XIV, када је поставио темеље француске надмоћи у Европи. Та је надмоћ дошла до пуног изражаја током владавине Луја XIV.

## Биографија
Рођен је у Песцини, тада делу Напуљске краљевине, где су његови родитељи путовали. Међутим одрастао је у Риму. Носио је име свога деде, занатлије из кастел-Мазарина са Сицилије, одатле презиме Мазарин. Његов отац Пјер био је нотар(бележник) са везама код моћне фамилије Колона. Постао је дворски службеник код Колона и тиме је омогућио лагодан живот својој породици. Мазарен никад није заборавио да је база његове судбине била повезана са покровитељством, коју је његов отац добио од моћне породице Колона.
Студирао је на језуитском колеџу у Риму, али одбио је да се прикључи језуитима. Касније завршава универзитет Ла Сапијенца у Риму и постаје доктор јуриспруденције, која је обухватала правне науке. Али тада је добио и лоше навике и постао је велики коцкар.
Његов покровитељ, констабл (кнез) Колона послао га је да буде виши дворски службеник на двору у Шпанији код његова сина Ђиролама. Ту је кратко боравио. И ту је коцкао.
Када се вратио у Рим није више добио прилику да се врати у Шпанију. Колона је инсистирао да заврши своје студије. Наставио је студије са чувеним фирентинцем Козмом Фиделијем и тако је постао доктор права.

### У служби папе
Мазарен је од папе Урбана VIII добио задатак да штити папске интересе у рату за наследство Мантове. У томе рату обављао је војне дужности током 1627. у Монтферату.
Цар Фердинанд II, војвода од Савоја Карло Емануел I и папски кандидат за војводу Фердинанд II од Гастела били су љути на француског краља Луја XIII, који је помагао супарничком кандидату Карлу Гонзаги (званом касније Карло од Мантове), војводи од Невера. Папа је послао војску у Валтелино. Мазарен је тада запустио своје студије и постао је капетан пешадије, иако није имао никаквога војнога искуства. Међутим показивао је велику способност за организацију. У то време Ана Колона се удала за папинога нећака, па је Ђироламо Колона постављен за надбискупа Болоње и за кардинала. Ђиролама Колону су послали у Монтферат као папског легата да би склапао мир између Француске и Шпаније по питању Мантове. Ђироламо је захтевао да Мазарен дође у његову делегацију као секретар.
Док је пролазио између два логора за војску Мазарен је уочио слабост шпанскога генерала, маркиза Санта Круза и претпоставио је да шпански генерал жели да се склопи споразум, да не би увлачио своју војску у борбу. Због тога је Мазарен истицао снагу француске војске у шпанском логору и успео је да доведе до споразума у Кераску (Cherasco) 6. априла 1631. По томе споразуму цар и војвода Савоја су признали поседовање мантове и дела Монферата од стране Карла I од Мантове. Призната је француска окупација стратешког утврђења Пинерола, које је представљало врата Падске низије. Краљ Француске Луја XIII и кардинал Ришеље су били јако задовољни. Ришеље је био импресиониран Мазареном, па га је позвао да дође у Париз.
У Паризу га је дочекао са великим поштовањем и дао му је златни ланац, портрет краља, драго камење и вредан церемонијални мач.
Његово рано дипломатско и војно искуство означило га је као кориснога пријатеља Француске у сукобу француске и шпанске фракције папске политике. Као папски вицелегат у Авињону (1632) и ванредни нунције у Француској (1634) на Мазарена се гледало као на продужетак Ришељеове политике. Под хабзбуршким притиском Мазарен је био послан натраг у Авињон, где га је папа Урбан VIII разрешио 17. јануара 1636.

### У Ришљеовој служби
Мазарен је одмах отишао у Париз и понудио је своје услуге кардиналу Ришељеу. До тога априла постао је француски држављанин.
Ришеље је већ био у годинама. У Мазарену је нашао кориснога помоћника у вођењу владе. Мазарену је поверио неколико осетљивих мисија, у којима се овај јако добро показао. После тога представља га краљу, који је исто тако био задовољан Мазареном.
Био је привржен и коцки, као и дипломатији. Једне већери улог је био толико велик да се сакупила гомила људи да види огроман улог на коцкарском столу. Тада је привукао и пажњу краљице Ане Аустријске. У њеном присуству Мазарен је све ризиковао и победио је. Своју победу је приписао краљичином присуству, па је краљици понудио педесет хиљада екуа. Краљица је одбила, али након Мазареновог инсистирања прихватила је. После неколико дана Мазарен је добио много више на један другачији начин. Постао је миљеник краља, двора и изнад свега Ане Аустријске, која ће брзо после тога постати регент.
Мазарен је послао своме оцу велику количину новца и драгога камења као мираз за своје три сестре. Служба за краља Француске изгледала му је као најлакши пут до положаја кардинала, до којега му је било јако стало. Ришеље је био одушевљен мазарином, али није намеравао да му тако ране да положај кардинала. Ришеље му је понудио бискупију, која је доносила приходе од 30.000 екуа годишње. Мазарен је то пријатељски одбио, јер је имао јаче амбиције. Вратио се 1636. у Рим са намером да се прикључи кардиналу Антонију, који је био папин нећак. Тражио је други пут до положаја кардинала.
Његова дипломатска служба за Француску била је предмет тајнога уговора из 1640. између Француске и Томаса од Савоја. На Ришељеово инсистирање Мазарен је 1641. постао кардинал. После тога се вратио у Рим, где је купио вилу Боргезе.

### У служби краља и регента
Није дуго становао у Риму, јер се већ у децембру 1642. вратио у Париз да би после Ришљеове смрти постао председник владе Француске.
Краљ Луј XIII је умро 1643. Наследник Луј XIV је био дете, тако да је Мазарен постао ефективно владар Француске. Краљица мајка Ана Аустријска била је регент, а Мазарен је све до њене смрти 1661. ефективно дириговао француском политиком. Његови умерени манири били су супротност заповедничким манирима једнога Ришељеа. Ана Аустријска је била поносна на њега и била је толико интимна у опхођењу са њим, да су постојале гласине, да су они тајно венчани, а да је престолонаследник заправо Мазаренов син.

## Мазаренова политика у Француској
Мазарен је наставио Ришељеову антихабзбуршку политику и поставио је основе каснијега експанзионизма краља Луја XIV.
Француска је побеђивала на крају Тридесетогодишњега рата. Победа Великог Кондеа и виконта де Тирена довела је Француску на преговачки стол. Тридесетогодишњи рат завршио се Вестфалским споразумом. Мазарен је водио француску политику, а не католичку, како се могло очекивати. Алзас (али без Стразбура) је постао део Француске. Наградио је бискупијама и опатијама оне протестантске кнежеве, који су се опирали Аустрији. Створио је 1658. Рајнски савез, помоћу кога је држао контролу над аустријским утицајем у централној Немачкој. Са хабзбуршком Шпанијом је 1659. склопио Пиринејски мир. По томе споразуму француска је добила Русијон, део Белгије и северну Кердању.
Према протестантима спроводио је политику обећања и срачунате одгоде са намером да спречи могућу оружану побуну, као нпр у Ардешу 1653. Хугеноте је такође успео да држи разоружане. Шест година су хугеноти веровали да ће вратити стара прав по Нантском едикту, али на крају нису ништа добили.
Мазарен је био у сукобу са шпанским кандидатом за папу, кардиналом Памфилијем, који је 15. септембра 1644. постао папа Иноћентије X. Мазарен је штитио кардинале присталице претходнога папе и његове нећаке. Папа је против њих издао посебну булу, али парламент у паризу је ту булу прогласио ништавном. Француска је запретила да ће Авињон преузети силом, па је папа Иноћентије X постао мирољубивији. Мазарен је био константан противник јансенизма, много више због његових политичких, него због теолошких импликација. Чак је на самртничкој постељи упозорио младога Луја XIV да не толерише јансенизам, па чак ни име те секте.
Неслагања са кардиналовом политиком и слабост регентства довели су до две велике побуне познате као Фронда (1648 — 1653) Два пута (1651. и 1652) је Мазарен био истеран из земље од парламентарне фронде и од Фронде племића. Појављивали су се бројни сатирички памфлети против њега, Најчешће се наглашавало његово италијанско порекло. Осим тога стара аристократија је жалила за временима са много више старих аристократских слобода и мање пореза. Било је то доба раста политичкога апсолутизма. Раст краљевске моћи је започео у доба Ришељеа.

## Породичне везе
Кардинал Мазарен је сакупио огромно богатство. Његова колекција слика је била већа од краљеве колекције. Његове нећаке су због Мазаренова богатства и веза, а и властитих врлина нашле јако моћне супруге.
Његова нећака Олимпија Манцини је била мајка чувенога Еугена Савојскога. Друга нећака Ортензија Манцини је била љубавница Чарлса II од Енглеске. Трећа нећака Лаура Манцини удала се за војводу Модене Алфонса IV, а била је мајка енглеске краљице Марије од Модене, супруге енглескога краља Џејмса II.